# 大洋洲摩天大樓列表
大洋洲摩天大樓列表列出坐落於大洋洲且建築高度超過140公尺（459.2英尺）的摩天大樓，目前大洋洲最高建築位於澳洲昆士蘭省黃金海岸的Q1大廈，建築高度為322.5公尺（1,058英尺），於2005年落成，共78層。
大洋洲的摩天大樓群主要坐落在澳洲、紐西蘭、美國夏威夷州主要城市內，澳洲的摩天大樓群多坐落在墨爾本、雪梨、布里斯本、黃金海岸、伯斯、伯斯等主要城市內，紐西蘭的摩天大樓群主要坐落在奧克蘭、威靈頓，而在大洋洲其餘島國，摩天大樓群多坐落在美國夏威夷州檀香山以及關島塔穆寧。若是建築高度超過200公尺（656英尺）之摩天大樓，則完全坐落於澳洲境內。

## 按建築高度的摩天大樓排名

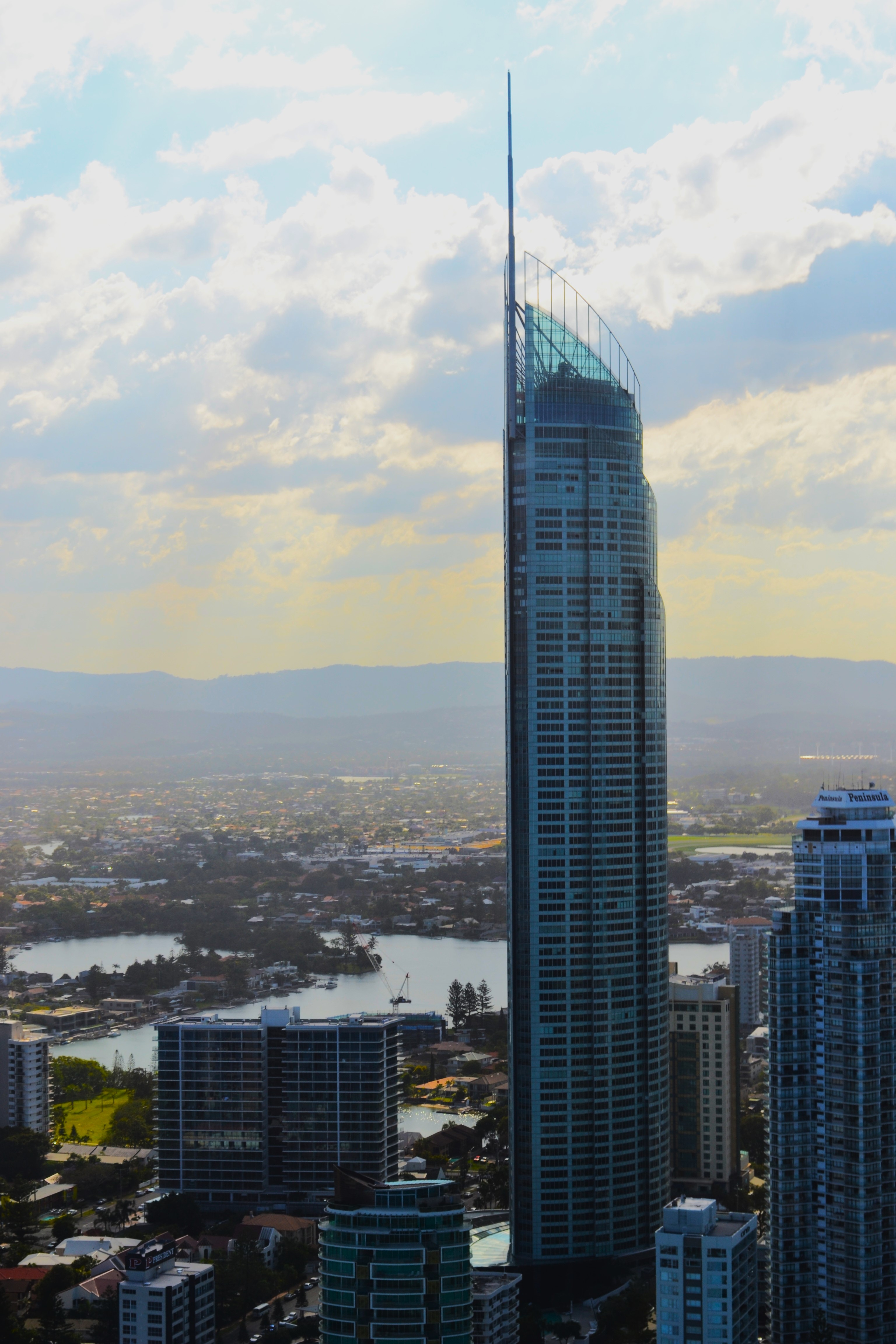
Q1大廈

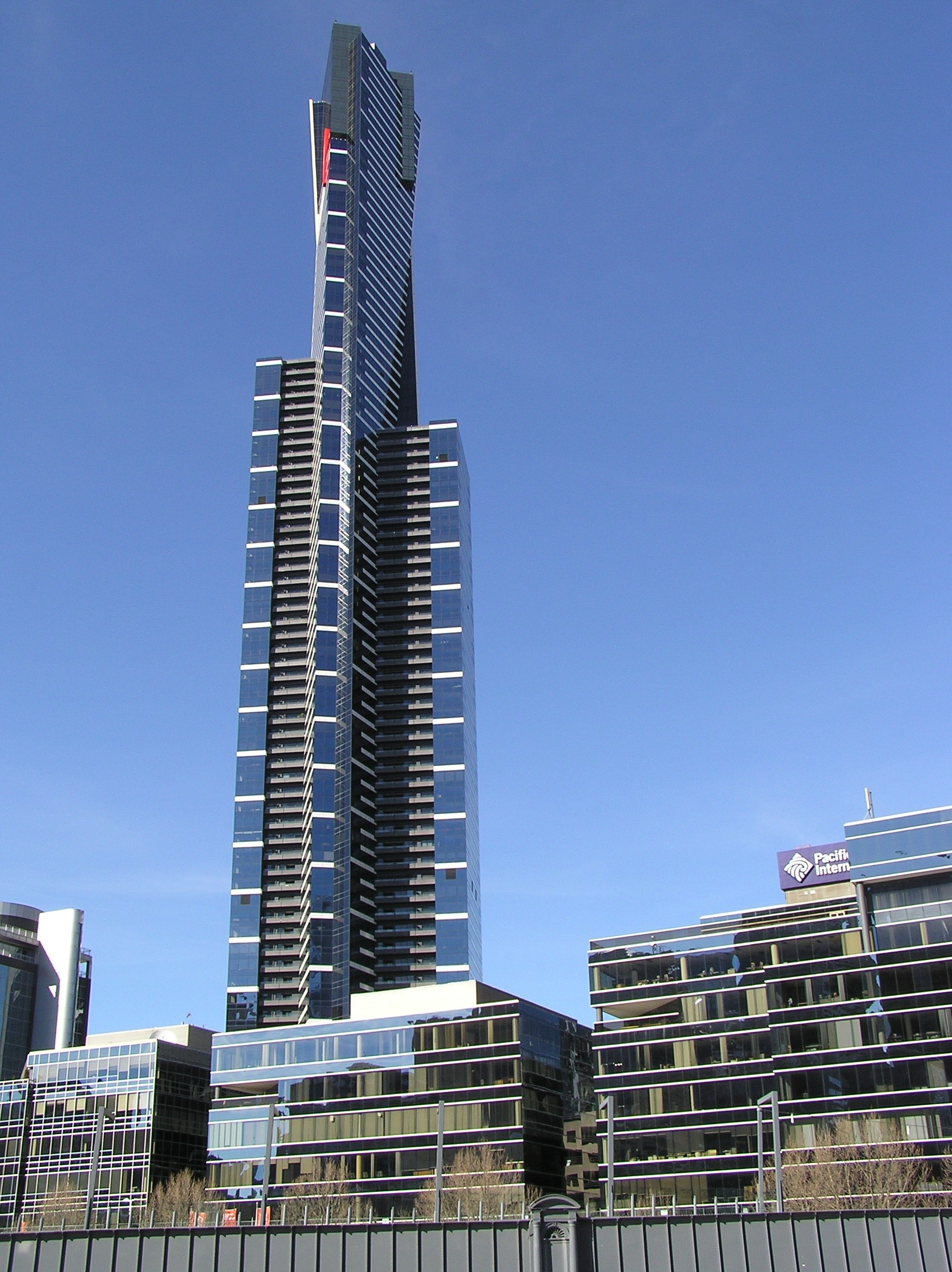
發現大樓

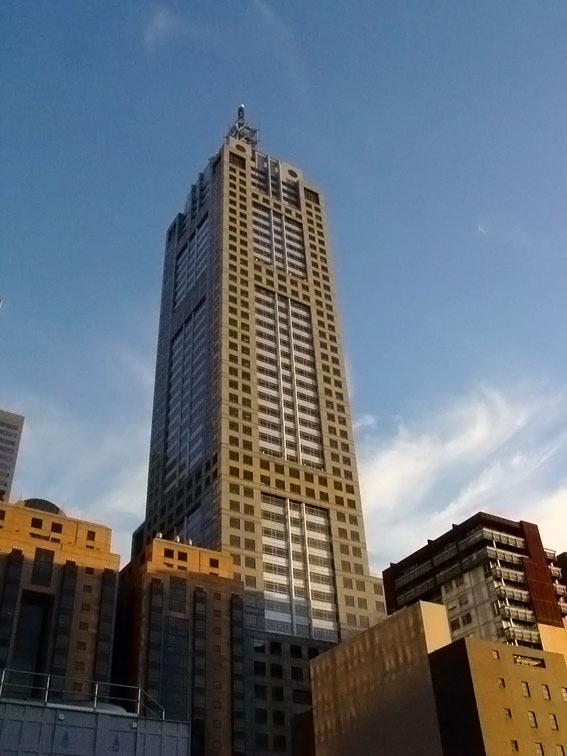
科林斯街120號

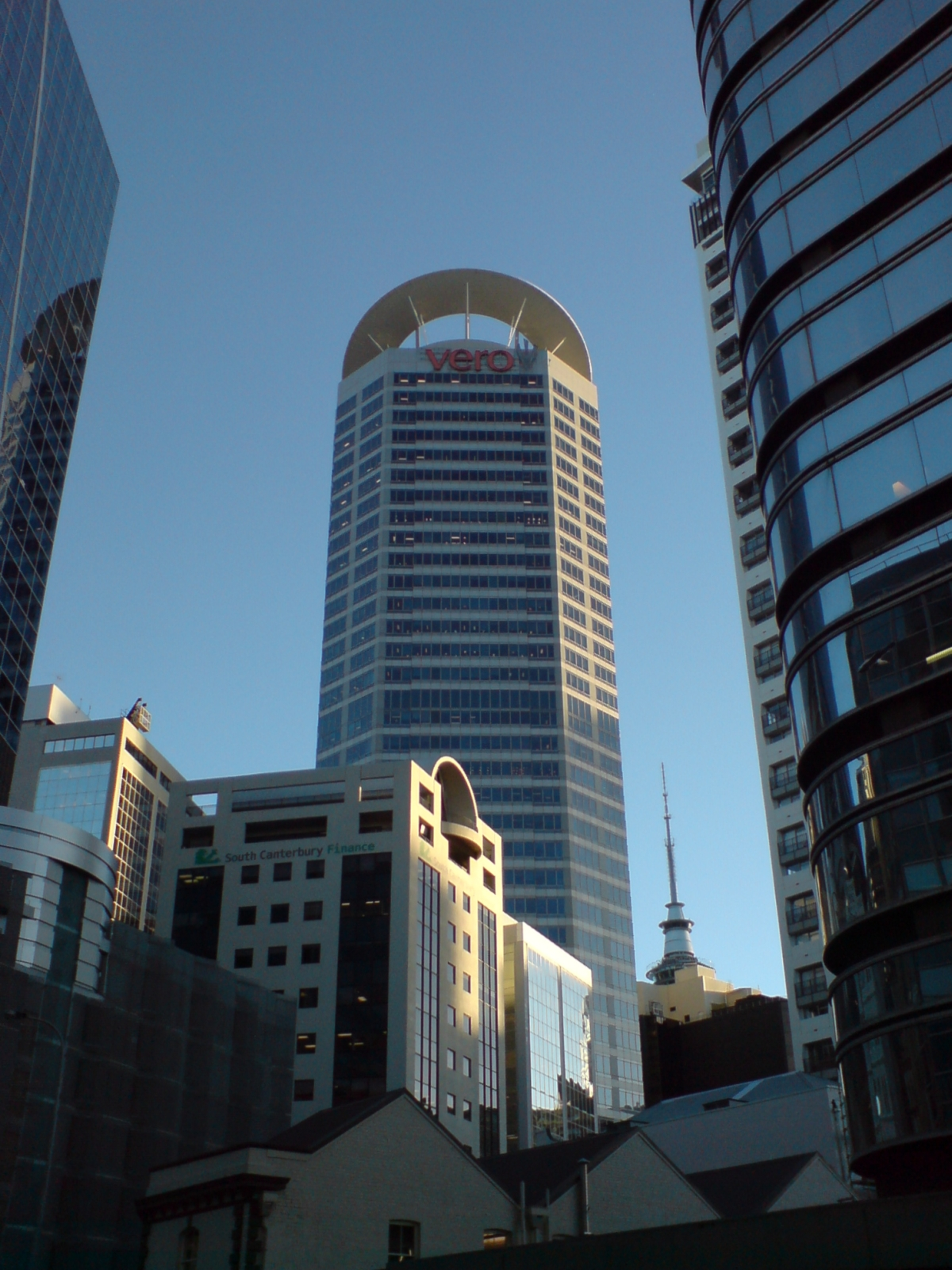
維羅中心目前是紐西蘭最高摩天大樓

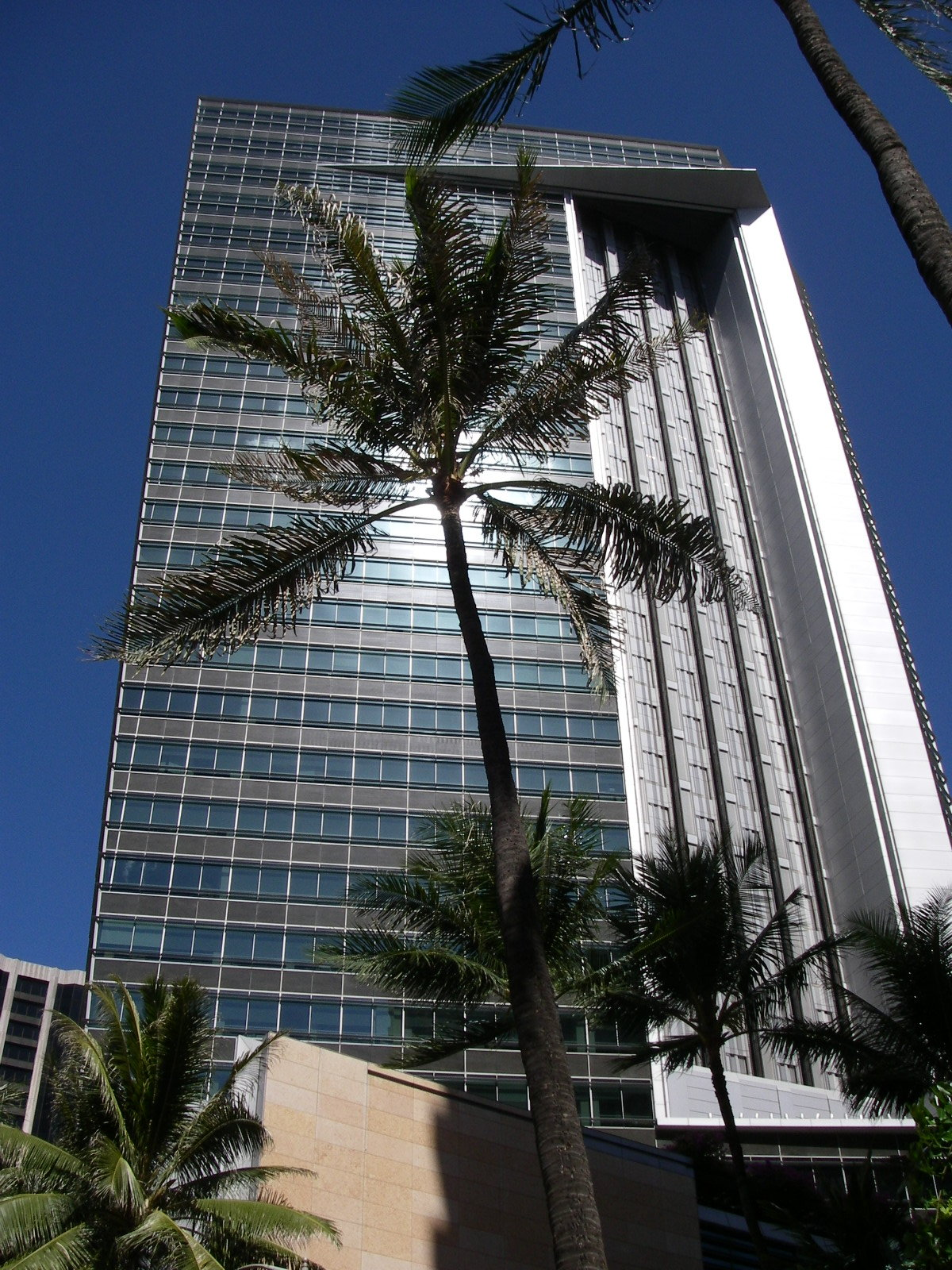
第一夏威夷中心目前是夏威夷州最高摩天大樓

至目前為止建築高度超過200公尺（656英尺）並在大洋洲的摩天大樓全部都在澳洲境內，紐西蘭與其他太平洋諸島的摩天大樓則多在170公尺（558英尺）以下。澳洲建築高度超過150公尺（490英尺）已完工及已封頂之建築物共有91座，而在紐西蘭建築高度超過150公尺（490英尺）已完工及已封頂之建築物只有2座，其餘太平洋島國及海外領土則無建築高度超過150公尺（490英尺）之建築物。
因為大洋洲摩天大樓群主要多集中在澳洲及紐西蘭，又因兩國建築高度群數量上的落差，以下列表將分為澳洲及紐西蘭與其他兩部份。

### 澳大利亞
本列表對澳洲所有超過180公尺（459.2英尺）高度完工或已封頂建築，依照標準高度測量方法進行排名。尖頂或建築主體算在其中，但並不包括天線高度。